# Боянув (гмина)
Боянув (пол. Bojanów) — сельская гмина (волость) в Польше, входит как административная единица в Сталёвовольский повет, Подкарпатское воеводство. Население — 7160 человек (на 2004 год).

## Демография
| Перепись                       | Всего   | Всего | Женщины | Женщины | Мужчины | Мужчины |
| ------------------------------ | ------- | ----- | ------- | ------- | ------- | ------- |
| Единицы                        | человек | %     | человек | %       | человек | %       |
| Население                      | 7160    | 100   | 3506    | 49      | 3654    | 51      |
| Плотность населения (чел./км²) | 39,9    | 39,9  | 19,5    | 19,5    | 20,3    | 20,3    |

## Сельские округа
1. Боянув
2. Боянув-за-Жекон
3. Бурдзе
4. Цисув-Ляс
5. Гвозьдзец
6. Корабина
7. Козлы-Заленже
8. Ляски
9. Мазарня
10. Пшишув
11. Руда
12. Станы

## Соседние гмины
1. Гмина Дзиковец
2. Гмина Грембув
3. Гмина Ежове
4. Гмина Майдан-Крулевски
5. Гмина Ниско
6. Гмина Нова-Демба
7. Сталёва-Воля